# Minador do Negrão (ort)
Minador do Negrão är en ort i Brasilien.   Den ligger i kommunen Minador do Negrão och delstaten Alagoas, i den östra delen av landet, 1 400 km nordost om huvudstaden Brasília. Minador do Negrão ligger 283 meter över havet och antalet invånare är 1 986.
Terrängen runt Minador do Negrão är platt österut, men västerut är den kuperad. Runt Minador do Negrão är det ganska glesbefolkat, med 26 invånare per kvadratkilometer.. Närmaste större samhälle är Cacimbinhas, 17,3 km sydväst om Minador do Negrão.
Omgivningarna runt Minador do Negrão är huvudsakligen savann.